# Pióro świetlne

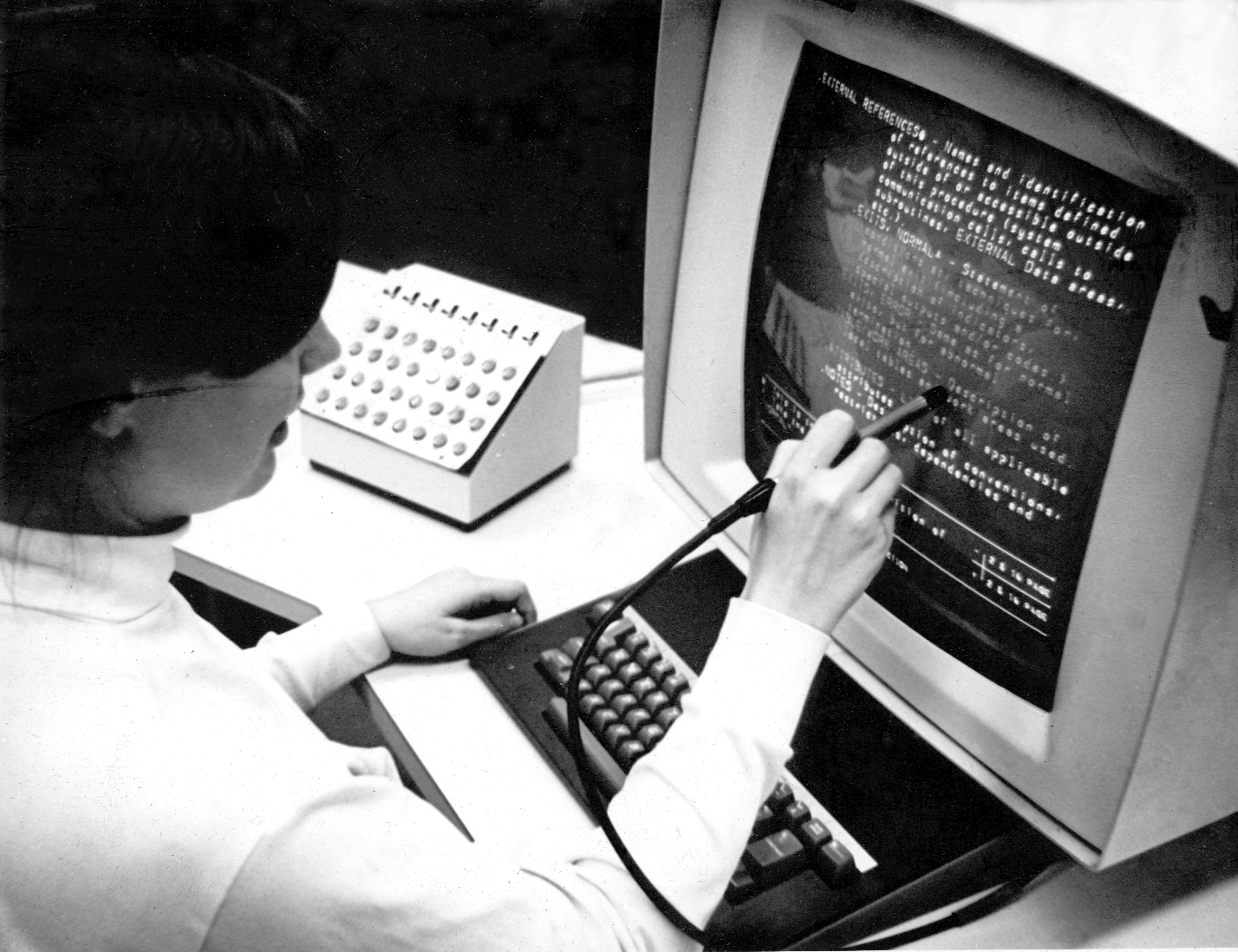
Działanie pióra świetlnego

Pióro świetlne – urządzenie peryferyjne w kształcie długopisu służące do sterowania kursorem komputera; poprzednik myszy, w XXI wieku rzadko spotykane (głównie w pracowniach projektowych).

## Budowa
Pióro świetlne jest urządzeniem wskazującym. Kształtem przypomina ono zwykłe pióro podłączone do jednostki wizualizującej. Wskazująca końcówka pióra posiada światłoczuły element, który umieszczony przy ekranie wykrywa światło, pozwalając komputerowi zlokalizować położenie kursora. Lokalizacja odbywa się na podstawie rejestrowania częstotliwości pracy monitora kineskopowego (odświeżanie ekranu LCD uniemożliwia stosowanie tej techniki) i porównywania otrzymanych wyników z wysyłanymi przez komputer danymi.

## Działanie
Obsługa komputera za pomocą pióra świetlnego nie różni się zbytnio od obsługi myszą czy tabletem – polecenia, takie jak kliknięcie na obiekt, wydawane są poprzez nakierowanie pióra w odpowiednie miejsce ekranu i wciśnięcie znajdującego się na nim przycisku.

## Historia
Ręcznie wykonany prototyp pióra został użyty przez Instytut Techniczny Massachusetts jako część projektu Whirlwind w 1952. Pierwsze użycie pióra świetlnego miało miejsce około roku 1957 na komputerze Lincoln TX-0 przez MIT Lincoln Laboratory.
W 1963 Ivan Sutherland zaprezentował bardzo ciekawy program, nazwany Sketchpad. Aplikacja ta pozwalała na rysowanie na ekranie przedmiotów, a następnie ich przemieszczanie, kopiowanie oraz usuwanie. Do manipulacji przedmiotami służyło pióro świetlne.
Sketchpad został uznany za pierwszy w historii graficzny interfejs użytkownika. Należy mieć na uwadze to, że ta bardzo prosta aplikacja była w owym czasie wręcz rewolucyjną – pierwsze komputery były urządzeniami właściwie elektromechanicznymi, nie zaś elektronicznymi, nie posiadającymi jakichkolwiek narzędzi wspomagających wygodne użytkowanie. W latach sześćdziesiątych jedynym udogodnieniem pracy przy komputerze był monitor, który wyświetlał jedynie dane tekstowe.
Pióra świetlne nigdy nie zdobyły większej popularności takiej, jaką udało się zdobyć myszom, gamepadom i joystickom, jednak miały swój udział w branży rozrywkowej (popularny pistolet świetlny konsoli NES). Obecnie urządzenia te zostały prawie całkowicie wyparte przez tablety oraz ekrany dotykowe.